# Trastámarská Kastilie
Rod Trastámarů byl linií vládců kastilských a aragonských trůnů, který se k moci dostal v roce 1369. Linie trastámarské šlechty v Kastilii vládla během období vojenských střetů s Aragonií. Tento rod byl udržován dlouhou sériípříbuzenských sňatků, což vedlo k sérii bojů o nároky na kastilský trůn. Tato linie vládla v Kastilii od nástupu Jindřicha II. k moci v roce 1369 až po sjednocení korun pod vládou Ferdinanda a Isabely.

## 14. století: Směřování ke sjednocení s Aragonií

### Petr I. a vzestup Trastámarů
Po smrti kastilského krále Alfonse XI. v roce 1350 převzal kastilský trůn jeho nejstarší syn Petr jako Petr I. Kastilský. Petr se narodil Alfonsovi a jeho manželce Marii Portugalské, avšak Alfons dlouhá léta veřejně udržoval milostný poměr s Eleonorou z Guzmánu. Nelegitimní děti, které Eleonora Alfonsovi porodila, známé společně jako Trastámarové, se okamžitě staly soupeři nově korunovaného Petra. Kvůli osobní historii zahrnující politické vraždy mu nepřátelé rychle přisoudili přezdívku Petr Krutý. K nárůstu nepřátelství mezi Petrem a jeho polovičními bratry přispěl i čin Petrovy matky, která využila jeho moci k zatčení a popravě Eleonory z Guzmánu.
Petr poprvé odolal pokusu o uchvácení trůnu, když v roce 1356 porazil koalici vedenou Jindřichem z Trastámary (po kterém získali Petrovi nevlastní bratři své příjmení). V roce 1360 Petr znovu porazil své soupeře u Nájery a nechal popravit své nevlastní bratry Juana a Pedra. Protože byl Jindřich chráněn Aragonií, byl v roce 1360, když kastilská koruna podepsala mírovou smlouvu s Aragonií, nucen uprchnout do Francie.

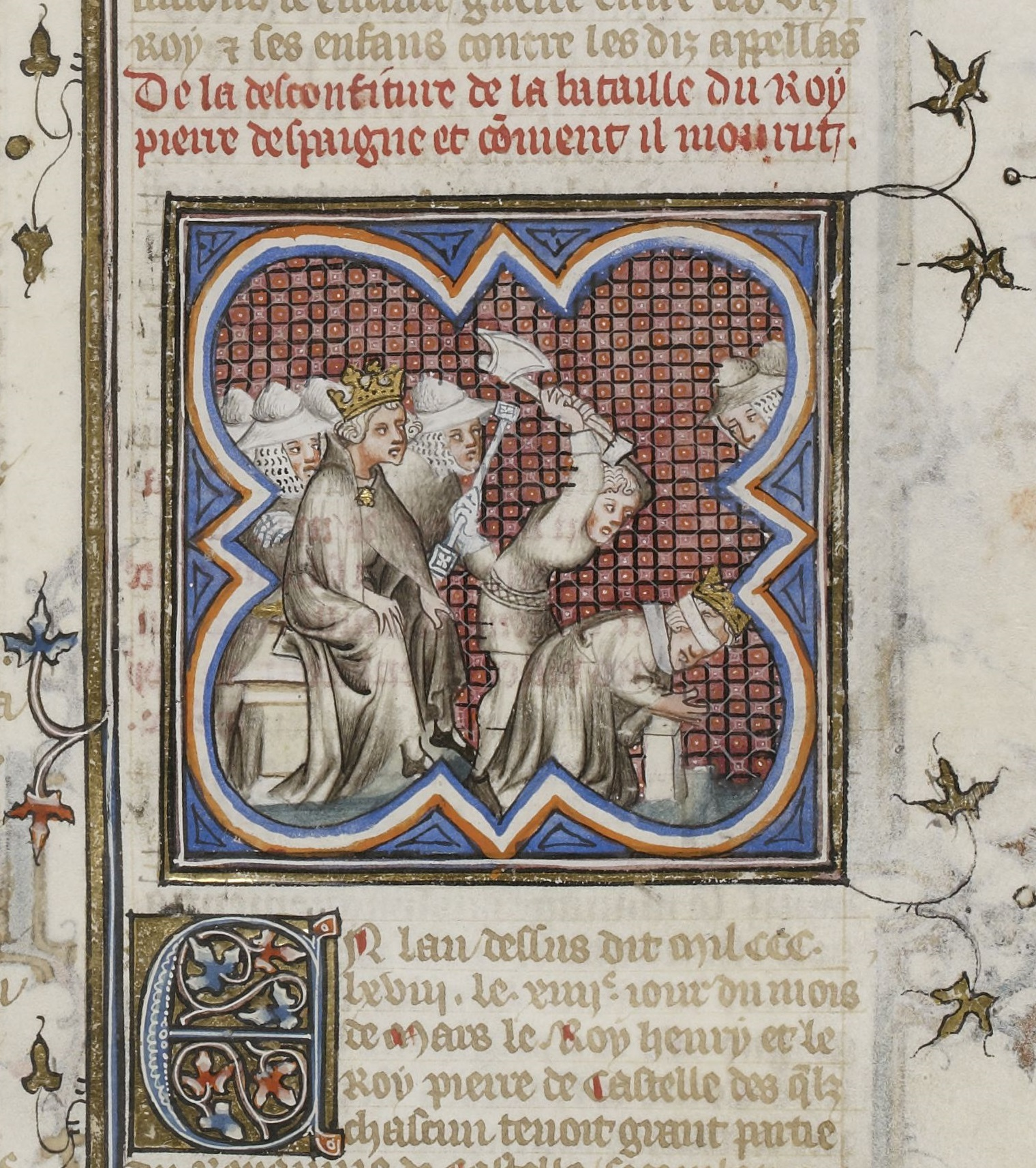
Jindřich dohlíží na stětí svého rivala Petra, z Grandes Chroniques de France

Získávaje podporu napříč Kastilií díky svému příbuzenství s Alfonsem XI. a Petrovým neustálým vojenským tažením, Jindřich z Trastámary se spojil s Aragonií a Francií, včetně žoldnéřů vedených francouzským konstáblem Bertramem Du Guesclinem, pro další pokus o získání kastilského trůnu v roce 1365. Petr získal podporu Eduarda, dědice anglického trůnu a syna Eduarda III. Anglického, který mu pomohl bránit jeho trůn s příslibem územních zisků. Dne 13. dubna 1367 Petrovy a Eduardovy síly drtivě porazily armády Francouzů, Aragonců a Kastilců vedené Jindřichem a zajaly Bertrama Du Guesclina. Když však Eduard onemocněl a Petr nesplnil své sliby o územních odměnách Anglii, Angličané stáhli svou vojenskou podporu kastilské koruně. V březnu 1369, s pokračující podporou Francie a Aragonského království a rostoucí podporou v důležitých městech některých částí Kastilie, Jindřichovy síly znovu napadly území Kastilské koruny a porazily Petrovu armádu. Samotný Jindřich z Trastámary byl odpovědný za smrt svého bratra, Petra I. Kastilského.

### Vláda Jindřicha II.
Po zabití svého nevlastního bratra Petra I. Jindřich z Trastámary uchvátil kastilskou korunu jako Jindřich II. Za jeho vlády se nová šlechta dostala do popředí a získala rozsáhlé pozemkové dotace a královská privilegia. Veřejný vzestup této nové šlechtické třídy vyvolal v Kastilii nespokojenost a nestabilitu. Tato šlechta byla motivována touhou znovu získat rodové majetky a často byla nucena používat jakékoli prostředky k dosažení svých cílů. Přes tuto nestabilitu dokázaly Jindřichovy síly odolat pokusům o invazi a ovládnutí Kastilie ze strany Portugalska, Navarry a Granady.
Jindřich uzavřel dohodu s aragonským vládcem Petrem IV. o sňatku jejich dětí. Jindřichův syn Jan si 18. června 1375 vzal za manželku Eleonoru, dceru Petra IV. Toto manželství nakonec umožnilo Trastámarům ovládnout Kastilii i Aragonské království, čímž získali většinu Pyrenejského poloostrova. Eleonora po sedmi letech manželství zemřela v roce 1382 po narození tří dětí.

## Trastámarové vládnou v obou říších
Po smrti Jindřicha II. v roce 1379 nastoupil na trůn jeho syn Jan jako Jan I. Kastilský. Během své vlády se Jan oženil s Beatrix, dcerou portugalského krále Ferdinanda. Díky tomuto sňatku si Jan činil neúspěšný nárok na portugalský trůn po Ferdinandově smrti v roce 1383. Tato snaha mohla vést ke sjednocení celého Pyrenejského poloostrova. Jan však nečekaně zemřel v roce 1390.
Po jeho smrti nastoupil na trůn Janův nejstarší syn Jindřich jako Jindřich III. ve velmi mladém věku dvanácti let. Již ve čtrnácti letech, v roce 1393, převzal nezávisle vládu nad trůnem. Během jeho vlády došlo k rozsáhlému násilí proti Židům napříč Kastilií. Mezi jeho úspěchy patřilo ovládnutí Kanárských ostrovů, které Kastilii zajistily državu v Atlantském oceánu. V roce 1406, během invaze granadských sil v Murcii, zemřel Jindřich ve věku pouhých 27 let, když plánoval odpověď na tuto hrozbu.
Po Jindřichově smrti v roce 1406 zůstal jeho dvouletý syn Jan II. jediným dědicem trůnu. Jindřichův bratr Ferdinand se ujal regentství spolu s Janovou matkou, Kateřinou z Lancasteru.
Během svého regentství byl Ferdinand v roce 1412 díky svým mateřským vazbám na aragonský trůn zvolen vládcem Aragonského království v rámci kompromisu z Caspe. Trastámarové tak nyní vládli v obou říších, Kastilii i Aragonsku.

## 1418–1469: Konflikt v rámci rodu Trastámarů

### Jan II. a don Álvaro
Jan II. se ujal vlády po smrti své matky v roce 1418. Byl bratrancem aragonského krále, protože Alfons nastoupil na trůn po smrti Ferdinanda I. Jan se oženil s Marií, sestrou Alfonse V. Aragonského. Alfons se již dříve oženil s Janovou sestrou Marií, čímž se oba vládci stali dvakrát bratranci i švagry. Jan II. byl také bratranec a švagr Alfonsových bratrů Jana a Jindřicha, známých jako aragonští infanti, kterým bylo během regentství jejich otce přiděleno značné množství půdy v Kastilii.
Jan II. postrádal rozsáhlou autoritu a Kastilie se stala bitevním polem šlechty usilující o moc a politický vliv. V roce 1420, pouhé dva roky po nástupu na trůn, byl Jan unesen svým bratrancem infantem Jindřichem. Jindřich vládl jeho jménem po většinu roku, než se Janovi podařilo uprchnout s pomocí svého přítele a pozdějšího favorita, Álvara de Luny, známého jako don Álvaro.
V roce 1429 nařídil Alfons V. infantům, aby vedli společný útok na Kastilii. Nyní již královský konstábl, don Álvaro, souhlasil s vítězným příměřím, díky němuž aragonská větev Trastámarů přišla o vládu nad Kastilií. Autorita Jana II. však po tomto konfliktu nadále upadala a veškerou moc nakonec předal donu Álvarovi, který vytvořil oligarchii šlechty. V roce 1439 don Álvaro ztratil svou moc ve prospěch šlechty spojené s Alfonsem V., a v roce 1443 byl Jan II. znovu zajat infantem Janem Aragonským, což Kastilii uvrhlo téměř do anarchie. Tento chaos byl vyřešen v roce 1445, kdy skupina šlechty podporující monarchii, vedená donem Álvarem, vyhrála bitvu u Olmeda. V důsledku této bitvy byl infant Jindřich Aragonský zabit.
V roce 1453 byl don Álvaro veřejně popraven za obvinění z tyranie. V červenci následujícího roku Jan II. zemřel a jeho syn se stal králem Jindřichem IV. Kastilským.

### Jindřich IV. a vzestup Isabely
Jindřich IV. Kastilský byl nepopulárním vládcem, zejména kvůli své zálibě v maurské módě a nesouhlasu s vojenskými zásahy proti Granadě. Ve věku 15 let se v roce 1440 oženil s Blankou, dcerou infanta Jana Aragonského. Toto manželství však ztroskotalo kvůli Jindřichově neschopnosti jej konzumovat. V roce 1455 se znovu oženil s Janou Portugalskou. V roce 1462 Johana porodila infantku donu Janu, která byla uznána Kortesy za Jindřichovu legitimní nástupkyni. V roce 1464 však mocné šlechtické rody vznesly obvinění, že infantka Jana je dcerou jednoho z Jindřichových favoritů, Beltrána de la Cueva.
Tyto rody nakonec donutily Jindřicha v roce 1465 předat moc svému bratrovi Alfonsovi, ale Alfons náhle o měsíc později zemřel. Uprostřed boje o nároky na trůn Jindřichova manželka Jana znovu otěhotněla, zatímco byla držena jako rukojmí šlechtického rodu. Tato známka nevhodného chování dále oslabila nároky její dcery na trůn a připravila cestu Isabelině nástupu k moci.

### Pakt z Toros de Guisando a válka o následnictví
V roce 1468 byl podepsán pakt z Toros de Guisando, který jmenoval Isabelu dědičkou Jindřichova trůnu výměnou za obnovení věrnosti šlechty vůči Jindřichovi. Podmínkou dohody bylo rychlé Isabelino manželství. Jindřich však nesouhlasil s jejím sňatkem v roce 1469 s Ferdinandem, králem Sicílie a dědicem aragonského trůnu, což považoval za porušení paktu. Znovu jmenoval infantku Janu svou dědičkou, což vedlo k občanské válce trvající další desetiletí. Isabeliny vojenské frakce s pomocí Aragonie nakonec zvítězily, což ji učinilo královnou a spojilo koruny Aragonie a Kastilie.

## Rodokmen rodu Trastámarů
Trastámarové: zelený rámeček
|  |  |                       |                       |                       |                       | sňatek; legitimní děti           |                                |                                |                                |                                      |                                |                               |                               |                               |                               |                               |                               |                               |                               |                              |                              |                              |                              |                              |                              |                           |                           |                         |                         |                                |                                |                                |                                |                                |                                |  |  |                              |                              |                              |                              |                              |                              |  |  |  |  |  |  |
|  |  |                       |                       |                       |                       |                                  |                                |                                |                                |                                      |                                |                               |                               |                               |                               |                               |                               |                               |                               |                              |                              |                              |                              |                              |                              |                           |                           |                         |                         |                                |                                |                                |                                |                                |                                |  |  |                              |                              |                              |                              |                              |                              |  |  |  |  |  |  |
|  |  |                       |                       |                       |                       | milostná aféra; nemanželské děti |                                |                                |                                |                                      |                                |                               |                               |                               |                               |                               |                               |                               |                               |                              |                              |                              |                              |                              |                              |                           |                           |                         |                         |                                |                                |                                |                                |                                |                                |  |  |                              |                              |                              |                              |                              |                              |  |  |  |  |  |  |
|  |  |                       |                       |                       |                       |                                  |                                |                                |                                |                                      |                                |                               |                               |                               |                               |                               |                               |                               |                               |                              |                              |                              |                              |                              |                              |                           |                           |                         |                         |                                |                                |                                |                                |                                |                                |  |  |                              |                              |                              |                              |                              |                              |  |  |  |  |  |  |
|  |  |                       |                       |                       |                       |                                  |                                | Alfons XI., král kastilský     |                                |                                      |                                |                               |                               |                               |                               |                               |                               |                               |                               |                              |                              |                              |                              |                              |                              |                           |                           |                         |                         |                                |                                |                                |                                |                                |                                |  |  |                              |                              |                              |                              |                              |                              |  |  |  |  |  |  |
|  |  |                       |                       |                       |                       |                                  |                                |                                |                                |                                      |                                |                               |                               |                               |                               |                               |                               |                               |                               |                              |                              |                              |                              |                              |                              |                           |                           |                         |                         |                                |                                |                                |                                |                                |                                |  |  |                              |                              |                              |                              |                              |                              |  |  |  |  |  |  |
|  |  |                       |                       |                       |                       |                                  |                                |                                |                                |                                      |                                |                               |                               |                               |                               |                               |                               |                               |                               |                              |                              |                              |                              |                              |                              |                           |                           |                         |                         |                                |                                |                                |                                |                                |                                |  |  |                              |                              |                              |                              |                              |                              |  |  |  |  |  |  |
|  |  |                       |                       |                       |                       |                                  |                                |                                |                                |                                      |                                |                               |                               |                               |                               |                               |                               |                               |                               |                              |                              |                              |                              |                              |                              |                           |                           |                         |                         |                                |                                |                                |                                |                                |                                |  |  |                              |                              |                              |                              |                              |                              |  |  |  |  |  |  |
|  |  | Petr, král kastilský  | Petr, král kastilský  | Petr, král kastilský  | Petr, král kastilský  | Petr, král kastilský             | Petr, král kastilský           |                                |                                |                                      |                                |                               |                               |                               |                               | Jindřich II., král kastilský  | Jindřich II., král kastilský  | Jindřich II., král kastilský  | Jindřich II., král kastilský  | Jindřich II., král kastilský | Jindřich II., král kastilský |                              |                              |                              |                              |                           |                           |                         |                         |                                |                                |                                |                                |                                |                                |  |  |                              |                              |                              |                              |                              |                              |  |  |  |  |  |  |
|  |  | Petr, král kastilský  | Petr, král kastilský  | Petr, král kastilský  | Petr, král kastilský  | Petr, král kastilský             | Petr, král kastilský           |                                |                                |                                      |                                |                               |                               |                               |                               | Jindřich II., král kastilský  | Jindřich II., král kastilský  | Jindřich II., král kastilský  | Jindřich II., král kastilský  | Jindřich II., král kastilský | Jindřich II., král kastilský |                              |                              |                              |                              |                           |                           |                         |                         |                                |                                |                                |                                |                                |                                |  |  |                              |                              |                              |                              |                              |                              |  |  |  |  |  |  |
|  |  |                       |                       |                       |                       |                                  |                                |                                |                                |                                      |                                |                               |                               |                               |                               |                               |                               |                               |                               |                              |                              |                              |                              |                              |                              |                           |                           |                         |                         |                                |                                |                                |                                |                                |                                |  |  |                              |                              |                              |                              |                              |                              |  |  |  |  |  |  |
|  |  |                       |                       |                       |                       |                                  |                                |                                |                                |                                      |                                |                               |                               |                               |                               |                               |                               |                               |                               |                              |                              |                              |                              |                              |                              |                           |                           |                         |                         |                                |                                |                                |                                |                                |                                |  |  |                              |                              |                              |                              |                              |                              |  |  |  |  |  |  |
|  |  | Konstancie Kastilská  | Konstancie Kastilská  | Konstancie Kastilská  | Konstancie Kastilská  | Konstancie Kastilská             | Konstancie Kastilská           |                                |                                |                                      |                                |                               |                               |                               |                               | Jan I., král kastilský        | Jan I., král kastilský        | Jan I., král kastilský        | Jan I., král kastilský        | Jan I., král kastilský       | Jan I., král kastilský       |                              |                              |                              |                              |                           |                           |                         |                         |                                |                                |                                |                                |                                |                                |  |  |                              |                              |                              |                              |                              |                              |  |  |  |  |  |  |
|  |  | Konstancie Kastilská  | Konstancie Kastilská  | Konstancie Kastilská  | Konstancie Kastilská  | Konstancie Kastilská             | Konstancie Kastilská           |                                |                                |                                      |                                |                               |                               |                               |                               | Jan I., král kastilský        | Jan I., král kastilský        | Jan I., král kastilský        | Jan I., král kastilský        | Jan I., král kastilský       | Jan I., král kastilský       |                              |                              |                              |                              |                           |                           |                         |                         |                                |                                |                                |                                |                                |                                |  |  |                              |                              |                              |                              |                              |                              |  |  |  |  |  |  |
|  |  |                       |                       |                       |                       |                                  |                                |                                |                                |                                      |                                |                               |                               |                               |                               |                               |                               |                               |                               |                              |                              |                              |                              |                              |                              |                           |                           |                         |                         |                                |                                |                                |                                |                                |                                |  |  |                              |                              |                              |                              |                              |                              |  |  |  |  |  |  |
|  |  |                       |                       |                       |                       |                                  |                                |                                |                                |                                      |                                |                               |                               |                               |                               |                               |                               |                               |                               |                              |                              |                              |                              |                              |                              |                           |                           |                         |                         |                                |                                |                                |                                |                                |                                |  |  |                              |                              |                              |                              |                              |                              |  |  |  |  |  |  |
|  |  | Kateřina z Lancasteru | Kateřina z Lancasteru | Kateřina z Lancasteru | Kateřina z Lancasteru | Kateřina z Lancasteru            | Kateřina z Lancasteru          |                                |                                | Jindřich III., král kastilský        | Jindřich III., král kastilský  | Jindřich III., král kastilský | Jindřich III., král kastilský | Jindřich III., král kastilský | Jindřich III., král kastilský |                               |                               |                               |                               | Ferdinand I., král aragonský | Ferdinand I., král aragonský | Ferdinand I., král aragonský | Ferdinand I., král aragonský | Ferdinand I., král aragonský | Ferdinand I., král aragonský |                           |                           |                         |                         |                                |                                |                                |                                |                                |                                |  |  |                              |                              |                              |                              |                              |                              |  |  |  |  |  |  |
|  |  | Kateřina z Lancasteru | Kateřina z Lancasteru | Kateřina z Lancasteru | Kateřina z Lancasteru | Kateřina z Lancasteru            | Kateřina z Lancasteru          |                                |                                | Jindřich III., král kastilský        | Jindřich III., král kastilský  | Jindřich III., král kastilský | Jindřich III., král kastilský | Jindřich III., král kastilský | Jindřich III., král kastilský |                               |                               |                               |                               | Ferdinand I., král aragonský | Ferdinand I., král aragonský | Ferdinand I., král aragonský | Ferdinand I., král aragonský | Ferdinand I., král aragonský | Ferdinand I., král aragonský |                           |                           |                         |                         |                                |                                |                                |                                |                                |                                |  |  |                              |                              |                              |                              |                              |                              |  |  |  |  |  |  |
|  |  |                       |                       |                       |                       |                                  |                                |                                |                                |                                      |                                |                               |                               |                               |                               |                               |                               |                               |                               |                              |                              |                              |                              |                              |                              |                           |                           |                         |                         |                                |                                |                                |                                |                                |                                |  |  |                              |                              |                              |                              |                              |                              |  |  |  |  |  |  |
|  |  |                       |                       |                       |                       |                                  |                                |                                |                                |                                      |                                |                               |                               |                               |                               |                               |                               |                               |                               |                              |                              |                              |                              |                              |                              |                           |                           |                         |                         |                                |                                |                                |                                |                                |                                |  |  |                              |                              |                              |                              |                              |                              |  |  |  |  |  |  |
|  |  |                       |                       |                       |                       | Jan II., král kastilský          | Jan II., král kastilský        | Jan II., král kastilský        | Jan II., král kastilský        | Jan II., král kastilský              | Jan II., král kastilský        |                               |                               |                               |                               | Alfons V., král aragonský     | Alfons V., král aragonský     | Alfons V., král aragonský     | Alfons V., král aragonský     | Alfons V., král aragonský    | Alfons V., král aragonský    |                              |                              | Jan II., král aragonský      | Jan II., král aragonský      | Jan II., král aragonský   | Jan II., král aragonský   | Jan II., král aragonský | Jan II., král aragonský |                                |                                |                                |                                |                                |                                |  |  |                              |                              |                              |                              |                              |                              |  |  |  |  |  |  |
|  |  |                       |                       |                       |                       | Jan II., král kastilský          | Jan II., král kastilský        | Jan II., král kastilský        | Jan II., král kastilský        | Jan II., král kastilský              | Jan II., král kastilský        |                               |                               |                               |                               | Alfons V., král aragonský     | Alfons V., král aragonský     | Alfons V., král aragonský     | Alfons V., král aragonský     | Alfons V., král aragonský    | Alfons V., král aragonský    |                              |                              | Jan II., král aragonský      | Jan II., král aragonský      | Jan II., král aragonský   | Jan II., král aragonský   | Jan II., král aragonský | Jan II., král aragonský |                                |                                |                                |                                |                                |                                |  |  |                              |                              |                              |                              |                              |                              |  |  |  |  |  |  |
|  |  |                       |                       |                       |                       |                                  |                                |                                |                                |                                      |                                |                               |                               |                               |                               |                               |                               |                               |                               |                              |                              |                              |                              |                              |                              |                           |                           |                         |                         |                                |                                |                                |                                |                                |                                |  |  |                              |                              |                              |                              |                              |                              |  |  |  |  |  |  |
|  |  |                       |                       |                       |                       |                                  |                                |                                |                                |                                      |                                |                               |                               |                               |                               |                               |                               |                               |                               |                              |                              |                              |                              |                              |                              |                           |                           |                         |                         |                                |                                |                                |                                |                                |                                |  |  |                              |                              |                              |                              |                              |                              |  |  |  |  |  |  |
|  |  |                       |                       |                       |                       | Isabela I., královna kastilská   | Isabela I., královna kastilská | Isabela I., královna kastilská | Isabela I., královna kastilská | Isabela I., královna kastilská       | Isabela I., královna kastilská |                               |                               | Ferdinand II., král aragonský | Ferdinand II., král aragonský | Ferdinand II., král aragonský | Ferdinand II., král aragonský | Ferdinand II., král aragonský | Ferdinand II., král aragonský |                              |                              | Karel IV., král navarrský    | Karel IV., král navarrský    | Karel IV., král navarrský    | Karel IV., král navarrský    | Karel IV., král navarrský | Karel IV., král navarrský |                         |                         | Blanka II., královna navarrská | Blanka II., královna navarrská | Blanka II., královna navarrská | Blanka II., královna navarrská | Blanka II., královna navarrská | Blanka II., královna navarrská |  |  | Eleonora, královna navarrská | Eleonora, královna navarrská | Eleonora, královna navarrská | Eleonora, královna navarrská | Eleonora, královna navarrská | Eleonora, královna navarrská |  |  |  |  |  |  |
|  |  |                       |                       |                       |                       | Isabela I., královna kastilská   | Isabela I., královna kastilská | Isabela I., královna kastilská | Isabela I., královna kastilská | Isabela I., královna kastilská       | Isabela I., královna kastilská |                               |                               | Ferdinand II., král aragonský | Ferdinand II., král aragonský | Ferdinand II., král aragonský | Ferdinand II., král aragonský | Ferdinand II., král aragonský | Ferdinand II., král aragonský |                              |                              | Karel IV., král navarrský    | Karel IV., král navarrský    | Karel IV., král navarrský    | Karel IV., král navarrský    | Karel IV., král navarrský | Karel IV., král navarrský |                         |                         | Blanka II., královna navarrská | Blanka II., královna navarrská | Blanka II., královna navarrská | Blanka II., královna navarrská | Blanka II., královna navarrská | Blanka II., královna navarrská |  |  | Eleonora, královna navarrská | Eleonora, královna navarrská | Eleonora, královna navarrská | Eleonora, královna navarrská | Eleonora, královna navarrská | Eleonora, královna navarrská |  |  |  |  |  |  |
|  |  |                       |                       |                       |                       |                                  |                                |                                |                                |                                      |                                |                               |                               |                               |                               |                               |                               |                               |                               |                              |                              |                              |                              |                              |                              |                           |                           |                         |                         |                                |                                |                                |                                |                                |                                |  |  |                              |                              |                              |                              |                              |                              |  |  |  |  |  |  |
|  |  |                       |                       |                       |                       |                                  |                                |                                |                                |                                      |                                |                               |                               |                               |                               |                               |                               |                               |                               |                              |                              |                              |                              |                              |                              |                           |                           |                         |                         |                                |                                |                                |                                |                                |                                |  |  |                              |                              |                              |                              |                              |                              |  |  |  |  |  |  |
|  |  |                       |                       |                       |                       |                                  |                                |                                |                                | Jana, královna kastilská a aragonská |                                |                               |                               |                               |                               |                               |                               |                               |                               |                              |                              |                              |                              |                              |                              |                           |                           |                         |                         |                                |                                |                                |                                |                                |                                |  |  |                              |                              |                              |                              |                              |                              |  |  |  |  |  |  |
|  |  |                       |                       |                       |                       |                                  |                                |                                |                                |                                      |                                |                               |                               |                               |                               |                               |                               |                               |                               |                              |                              |                              |                              |                              |                              |                           |                           |                         |                         |                                |                                |                                |                                |                                |                                |  |  |                              |                              |                              |                              |                              |                              |  |  |  |  |  |  |